# الكعابي الجديدة
قرية الكعابي الجديدة هي إحدى القرى التابعة لمركز سنورس في محافظة الفيوم في جمهورية مصر العربية. حسب إحصاءات سنة 2006 ، بلغ إجمالي السكان في الكعابى الجديدة 15610 نسمة، منهم 8101 رجل و 7509 امرأة.